# Stenoptilotis
Stenoptilotis là một chi bướm đêm thuộc họ Geometridae.